# Hussein Mohammed (taekwondo)
Hussein Mohammed es un deportista ghanés que compitió en taekwondo. Ganó una medalla de bronce en el Campeonato Africano de Taekwondo de 2009, en la categoría de –63 kg.

## Palmarés internacional
| Campeonato Africano | Campeonato Africano | Campeonato Africano | Campeonato Africano |
| Año                 | Lugar               | Medalla             | Categoría           |
| ------------------- | ------------------- | ------------------- | ------------------- |
| 2009                | Yaundé (Camerún)    | Medalla de bronce   | –63 kg              |